# Andrena ishikawai
Andrena ishikawai là một loài Hymenoptera trong họ Andrenidae. Loài này được Hirashima mô tả khoa học năm 1958.